# Rikiya Kawamae
Rikiya Kawamae (født 20. august 1971) er en tidligere japansk fodboldspiller.
Han har spillet for flere forskellige klubber i sin karriere, herunder Cerezo Osaka.